# هشینگن

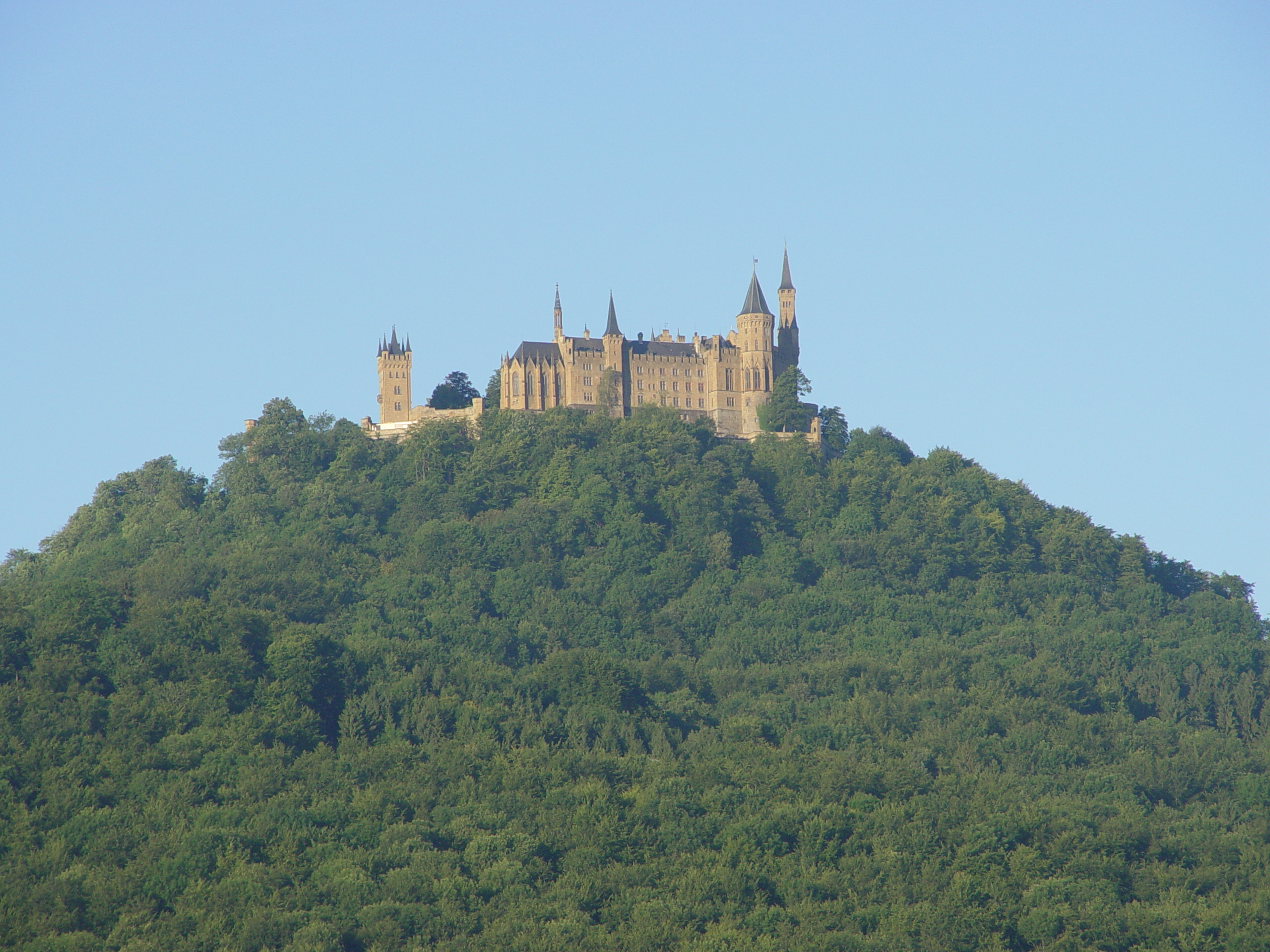

شهر هشینگندر ایالت بادن-وورتمبرگ در کشور آلمان واقع شده‌است.